# دانشگاه لیهای
دانشگاه لیهای (انگلیسی: Lehigh University) دانشگاه خصوصی و پژوهشی آمریکایی مستقر در بتلهم، پنسیلوانیا است، که در سال ۱۸۶۵ تأسیس شد.